# Sylvia do Pico
Sylvia Denise do Pico (n. Nueva York, 12 de octubre de 1957) es una periodista estadounidense criada en Buenos Aires (donde vive) y especializada en la temática femenina. Dirige Narcisa.com y coordina talleres de escritura creativa.

## Trayectoria
Realizó sus estudios en el Colegio Northlands’ y cursó Sociología en la Universidad del Salvador y Periodismo en la Universidad Católica Argentina. 
En 1991, dio sus primeros pasos como Redactora Especial free-lance para la revista Para Ti y los periódicos Clarín y Buenos Aires Herald.
En 1994, se convirtió en editora para Playboy Argentina. 
Su carrera dio un salto hacia 1995, cuando asumió como Directora Editorial de Cosmopolitan Argentina, donde consolidó un estilo durante cuatro años.
En 1999, se hizo cargo como Directora Editorial de Para Ti. 
El 2000 la encontró como Directora de Contenidos del sitio Obsidiana.com, un emprendimiento de Chase Capital Partners, Merrill Lynch y Goldman Sachs.
En 2004, trabajó para Braga Menéndez Publicidad como redactora y traductora free-lance.

## Publicaciones
- do Pico, Sylvia (2006). «Mujer sin fin, la conspiración del cronófago». Ediciones B. Narcisa.com. Archivado desde el original el 5 de marzo de 2016. Consultado el 14 de septiembre de 2009.[4]

### Radio
En 1994, inició sus columnas para el programa “Tiempos Modernos” junto a “Cholo” Oscar Gómez Castañón en AM 590 Radio Continental.
Hacia 2002, condujo el programa S.O.S. Mamá para FM San Isidro Labrador 104.1

### Otras producciones
En 2007, creó su productora El Aire Es Libre y lanzó la revista digital Narcisa.com, un sitio web para mujeres inquietas. Todas las semanas el mundo femenino se ve reflejado desde una óptica particular a través de periodistas como Luis Buero, Nora Schiavoni, Clarisa Ercolano y Yanina Spangaro.